# Kunene (rivier)
De Kunene (ook Cunene) is een rivier in Zuidwest-Afrika, waarvan de oorsprong zich in Angola bevindt. Verder naar het zuiden, vanaf de Ruacana Falls, vormt de rivier de grens tussen Angola en Namibië. De rivier mondt uit in de Atlantische Oceaan.
Op Angolees grondgebied bij de watervallen van Ruacana is een dam in de rivier aangelegd, de Caluequedam. Zoet water wordt door een kanaal afgevoerd naar de dichtbevolkte regio's Oshana en Omusati in het noorden van Namibië.
In Namibië bestaan plannen om bij Epupa watervallen nog een dam aan te leggen. De waterkrachtcentrale die hier gepland is moet de Kunene regio voor een deel in haar elektriciteitsbehoefte gaan voorzien. Het geprojecteerde stuwmeer zal verscheidene dorpen van de lokale Himba bevolkingsgroep verzwelgen.